# Клаус Слютер

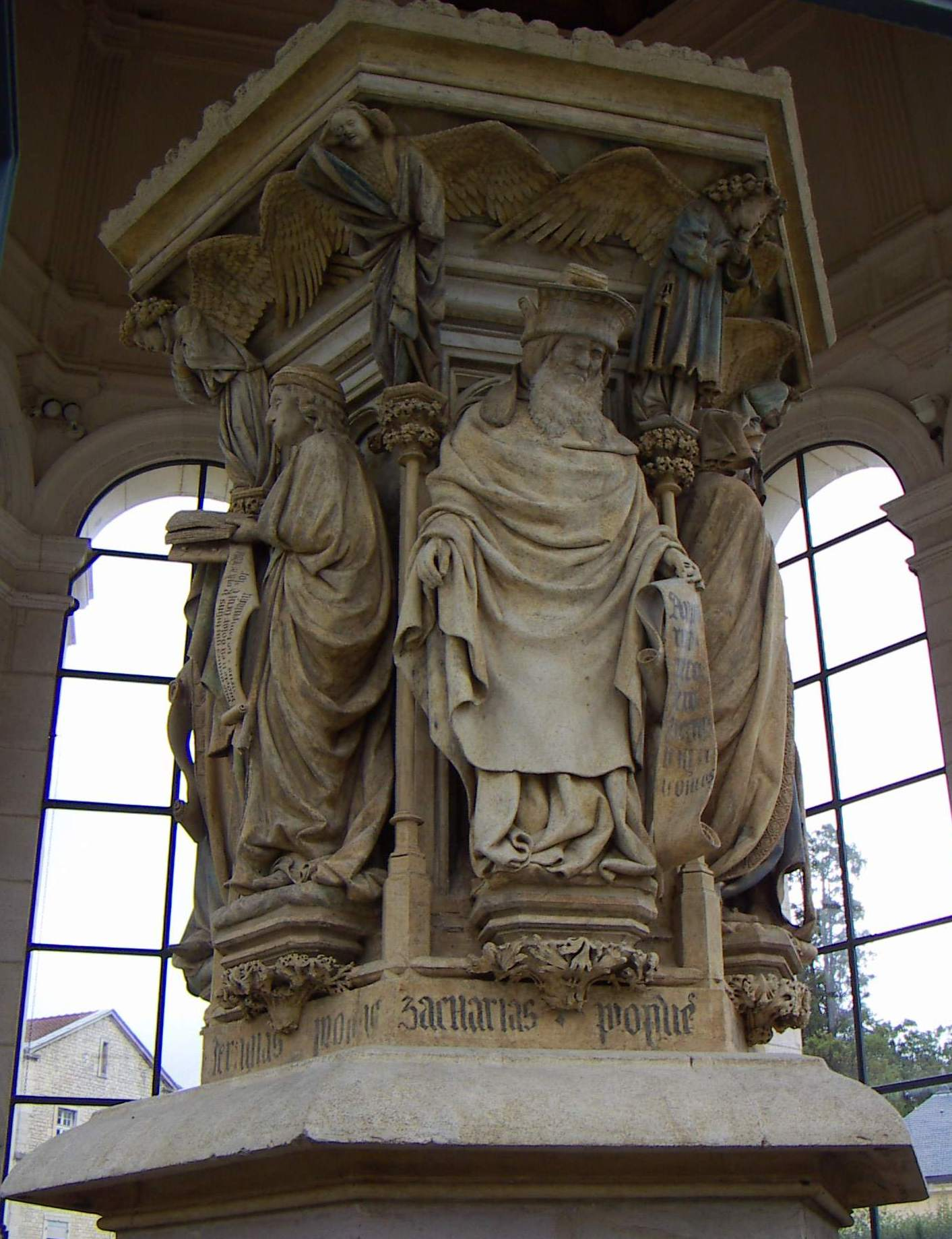
Колодязь Мойсея, Клаус Слютер і майстерня (1395–1406)

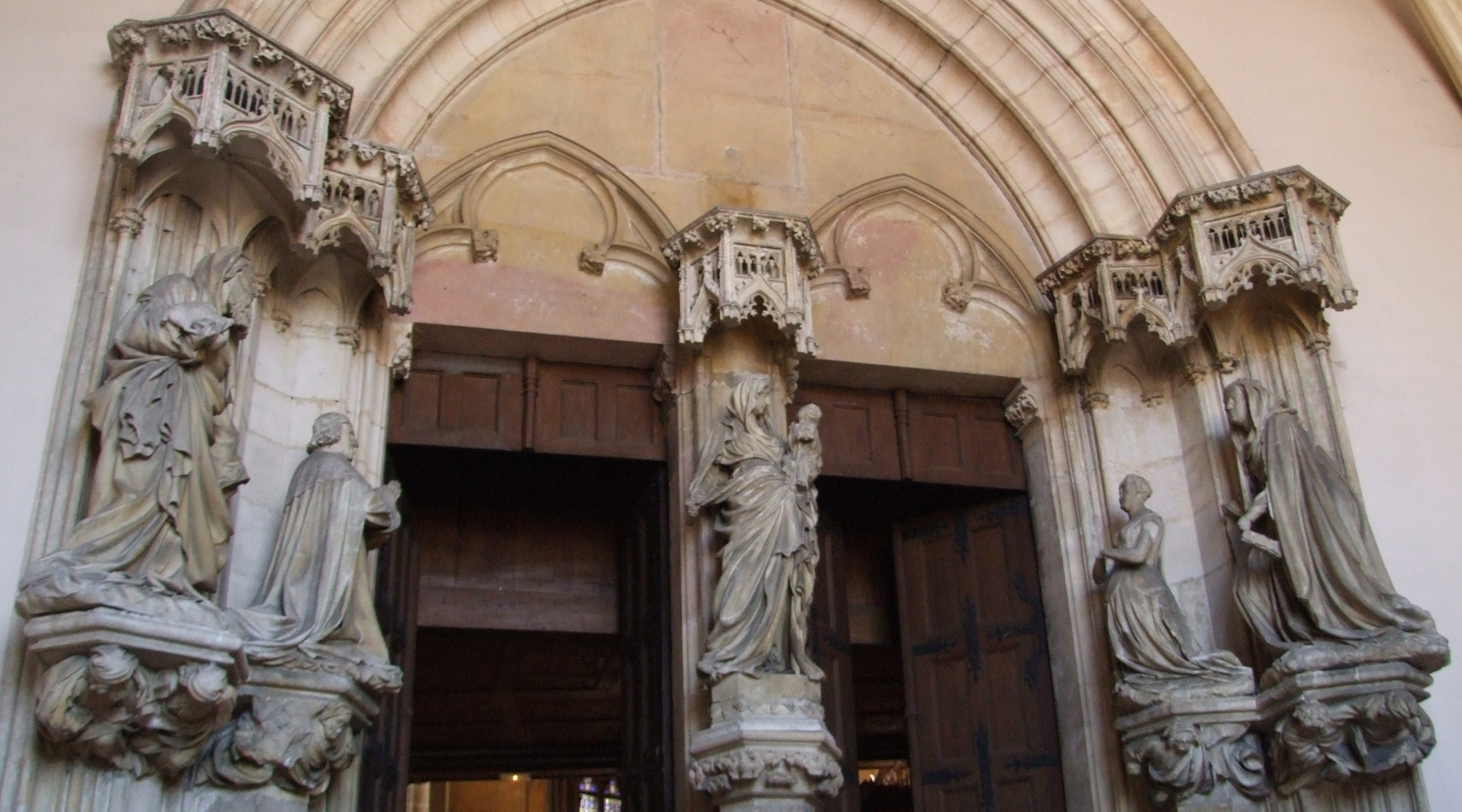
Портал каплиці у Шанмолі, Клаус Слютер і майстерня (1391–1397)

Клаус Слютер (Claus Sluter, нар. 1340/1350, Гарлем — пом. 1405/1406, Діжон) — бургундський скульптор голландського походження, один з найвизначніших північно-європейських скульпторів свого покоління. Вважається основоположником «північного реалізму» Раннього нідерландського живопису, що набув найбільшого розвитку в творах Яна ван Ейка та інших художників наступних поколінь.

## Біографія
Ймовірно, Слютер працював в Брюсселі перед тим, як переїхати до столиці Бургундії Діжона, де з 1385 по 1389 рік він був помічником у майстерні Жана де Мервіля, придворного скульптора герцога Пилипа Сміливого. У 1389 році Слютер сам обійняв посаду придворного скульптора і залишався на ній до кінця життя. Його наступником став його племінник Клаус де Верве.
Найвідоміший твір Слютера — «Колодязь Мойсея», або «Колодязь пророків» (1395–1406), що розташовується у внутрішньому дворі величезного картезіанського монастиря Шанмоль, побудованого Пилипом Сміливим (тепер Музей витончених мистецтв, Діжон). Це шестигранний п'єдестал, який раніше слугував постаментом для фігури розіп'ятого Христа. На кожній з шести сторін п'єдесталу розміщені монументальні статуї старозавітних пророків: Мойсея, Давида, Єремії, Захарії, Даниїла та Ісайї; у кутах поміщені фігури скорботних янголів. Всі статуї виконані в стилістиці готичного натуралізму, постаті, за винятком Мойсея, одягнені в широкі вбрання, що спадають важкими складками. Неподалік від «Колодязя Мойсея» розташований інший, найбільш ранній з відомих творів Слютера — скульптурне оздоблення порталу каплиці-усипальниці бургундських герцогів, виконане близько 1391–1397 років. Серед статуй порталу — образи уклінно герцога Пилипа Сміливого і його дружини Маргарити Фландрської.
Слютер також працював над надгробком Пилипа Сміливого, виконавши для нього, зокрема, основу саркофага, що являє собою ланцюг плакальників. Надгробок закінчив у 1411 році Клаус де Верве, нині він зберігається в Музеї витончених мистецтв Діжона.